# Sigfrid Henriksson
Sigfrid Henriksson (Sigfrid målare) var en svensk dekorationsmålare verksam i slutet av 1500-talet.
Sigfrid Henriksson var under 1590-talet ledare för målningsarbetena vid hertig Karls huvudresidens Nyköpingshus. Han attesterade och avsynade bland annat Hans Eriksson och Mats målares arbeten. Han utförde 1590–1593 målningar av hertigens salar på slottet. Utöver salsmålningar anlitades han av hertigen att utföra målningar på andra platser och 1592 kallades han till Stockholm för att utföra arbeten där och 1593 målar han på Gripsholms slott där han tillsammans med målardrängarna Peder och Anders även var verksam 1594–1595. Följande år anlitades han för arbeten på Örebro slott. Vilka målningar Sigfrid Henriksson utförde går inte helt att fastställa men man vet att dekorationerna i sängkammaren och Danska galleriet på Gripsholm är utförda av honom. I sängkammaren löper strax under taket en fris bestående av kartuscher med omväxlande figur-, frukt- och djurmotiv. Figurerna är delvis en Kristusgestalt dels personer i renässansdräkter som av August Hahr tolkats som porträtt av Karl IX och hans familj. Mellan kartuscherna står kolonnetter och det hela omgärdas av bårder. I fönstersmygarna har han målat blomrankor och imitationsmålat panelverk och över fönsterfrisen blickar maskaroner fram mellan takbjälkarna. Liknande målningar förekommer i Danska galleriet som han har dekorerat med målade paneler och frodigt slingrande rankor. Målningarna har troligen tyska förlagor men har fått en provinsiell karaktär genom missförstådda perspektiveffekter och den tafatta användningen av arkitekturornament. Till Sigfrid Henrikssons målningar på Gripsholm kan man även lägga några närstående målningar från Karl IX sängkammare på Örebro slott som visar samma tillplattade rullverk och dekorativa fruktknippen.